# Selección femenina de fútbol de Haití
La selección femenina de fútbol de Haití es el equipo nacional de fútbol que representa a Haití en torneos y competencias internacionales femeniles como la Copa de Oro Femenina de la Concacaf. Su organización está a cargo de la Federación Haitiana de Fútbol, la cual está afiliada a la Concacaf.
Como dato destacable, en el año 2011, la selección femenina sub-17 de este país recibió el premio al juego limpio de la FIFA.
La selección hizo historia al clasificar por primera vez a una Copa Mundial Femenina en 2023 tras vencer a Chile en el repechaje internacional.

## Estadísticas

### Copa Mundial Femenina de Fútbol
| Edición | Resultado      | Posición       | PJ             | PG             | PE             | PP             | GF             | GC             |
| ------- | -------------- | -------------- | -------------- | -------------- | -------------- | -------------- | -------------- | -------------- |
| 1991    | No clasificó   | No clasificó   | No clasificó   | No clasificó   | No clasificó   | No clasificó   | No clasificó   | No clasificó   |
| 1995    | No participó   | No participó   | No participó   | No participó   | No participó   | No participó   | No participó   | No participó   |
| 1999    | No clasificó   | No clasificó   | No clasificó   | No clasificó   | No clasificó   | No clasificó   | No clasificó   | No clasificó   |
| 2003    | No clasificó   | No clasificó   | No clasificó   | No clasificó   | No clasificó   | No clasificó   | No clasificó   | No clasificó   |
| 2007    | No clasificó   | No clasificó   | No clasificó   | No clasificó   | No clasificó   | No clasificó   | No clasificó   | No clasificó   |
| 2011    | No clasificó   | No clasificó   | No clasificó   | No clasificó   | No clasificó   | No clasificó   | No clasificó   | No clasificó   |
| 2015    | No clasificó   | No clasificó   | No clasificó   | No clasificó   | No clasificó   | No clasificó   | No clasificó   | No clasificó   |
| 2019    | No clasificó   | No clasificó   | No clasificó   | No clasificó   | No clasificó   | No clasificó   | No clasificó   | No clasificó   |
| 2023    | Fase de grupos | 29.º           | 3              | 0              | 0              | 3              | 0              | 4              |
| 2027    | Por disputarse | Por disputarse | Por disputarse | Por disputarse | Por disputarse | Por disputarse | Por disputarse | Por disputarse |
| Total   | 1/9            | 39.º           | 3              | 0              | 0              | 3              | 0              | 4              |

### Campeonato Femenino de la Concacaf
| Edición | Resultado      | Posición     | PJ           | PG           | PE           | PP           | GF           | GC           |
| ------- | -------------- | ------------ | ------------ | ------------ | ------------ | ------------ | ------------ | ------------ |
| 1991    | Cuarto lugar   | 4.º          | 5            | 2            | 0            | 3            | 7            | 16           |
| 1993    | No participó   | No participó | No participó | No participó | No participó | No participó | No participó | No participó |
| 1994    | No participó   | No participó | No participó | No participó | No participó | No participó | No participó | No participó |
| 1998    | Fase de grupos | 7.º          | 3            | 0            | 0            | 3            | 3            | 11           |
| 2000    | No participó   | No participó | No participó | No participó | No participó | No participó | No participó | No participó |
| 2002    | Fase de grupos | 6.º          | 3            | 1            | 0            | 2            | 3            | 17           |
| 2006    | No clasificó   | No clasificó | No clasificó | No clasificó | No clasificó | No clasificó | No clasificó | No clasificó |
| 2010    | Fase de grupos | 6.º          | 3            | 1            | 0            | 2            | 1            | 8            |
| 2014    | Fase de grupos | 6.º          | 3            | 1            | 0            | 2            | 1            | 7            |
| 2018    | No clasificó   | No clasificó | No clasificó | No clasificó | No clasificó | No clasificó | No clasificó | No clasificó |
| 2022    | Fase de grupos | 6.º          | 3            | 1            | 0            | 2            | 3            | 7            |
| Total   | 6/11           | 7.º          | 20           | 6            | 0            | 14           | 18           | 66           |

### Copa Oro Femenina de la Concacaf
| Edición | Resultado    | Posición     | PJ           | PG           | PE           | PP           | GF           | GC           |
| ------- | ------------ | ------------ | ------------ | ------------ | ------------ | ------------ | ------------ | ------------ |
| 2024    | No clasificó | No clasificó | No clasificó | No clasificó | No clasificó | No clasificó | No clasificó | No clasificó |
| Total   | 0/1          | -            | -            | -            | -            | -            | -            | -            |

### Juegos Panamericanos
| Edición | Resultado      | Posición       | PJ             | PG             | PE             | PP             | GF             | GC             |
| ------- | -------------- | -------------- | -------------- | -------------- | -------------- | -------------- | -------------- | -------------- |
| 1999    | No participó   | No participó   | No participó   | No participó   | No participó   | No participó   | No participó   | No participó   |
| 2003    | Fase de grupos | 8.º            | 2              | 0              | 0              | 2              | 2              | 9              |
| 2007    | No participó   | No participó   | No participó   | No participó   | No participó   | No participó   | No participó   | No participó   |
| 2011    | No clasificó   | No clasificó   | No clasificó   | No clasificó   | No clasificó   | No clasificó   | No clasificó   | No clasificó   |
| 2015    | No clasificó   | No clasificó   | No clasificó   | No clasificó   | No clasificó   | No clasificó   | No clasificó   | No clasificó   |
| 2019    | No clasificó   | No clasificó   | No clasificó   | No clasificó   | No clasificó   | No clasificó   | No clasificó   | No clasificó   |
| 2023    | No clasificó   | No clasificó   | No clasificó   | No clasificó   | No clasificó   | No clasificó   | No clasificó   | No clasificó   |
| 2027    | Por disputarse | Por disputarse | Por disputarse | Por disputarse | Por disputarse | Por disputarse | Por disputarse | Por disputarse |
| Total   | 1/7            | 17.º           | 2              | 0              | 0              | 2              | 2              | 9              |

## Últimos partidos y próximos encuentros
Actualizado al último partido jugado el 4 de abril de 2025 
| Fecha      | Ciudad        | Local                | Resultado | Visitante            | Competencia                      |
| ---------- | ------------- | -------------------- | --------- | -------------------- | -------------------------------- |
| 03-07-2023 | Santa Tecla   | Costa Rica           | 2:0       | Haití                | Juegos Centro. y del Caribe 2023 |
| 08-07-2023 | Seúl          | Corea del Sur        | 2:1       | Haití                | Partido amistoso                 |
| 22-07-2023 | Brisbane      | Inglaterra           | 1:0       | Haití                | Copa Mundial Femenil 2023        |
| 28-07-2023 | Adelaida      | China                | 1:0       | Haití                | Copa Mundial Femenil 2023        |
| 01-08-2023 | Perth         | Haití                | 0:2       | Dinamarca            | Copa Mundial Femenil 2023        |
| 21-09-2023 | Santo Domingo | Haití                | 1:0       | Costa Rica           | Clas. Copa Oro Femenil 2024      |
| 26-10-2023 | Basseterre    | San Cristóbal y Nvs. | 0:11      | Haití                | Clas. Copa Oro Femenil 2024      |
| 30-10-2023 | Basseterre    | Haití                | 13:0      | San Cristóbal y Nvs. | Clas. Copa Oro Femenil 2024      |
| 30-11-2023 | Alajuela      | Costa Rica           | 2:1       | Haití                | Clas. Copa Oro Femenil 2024      |
| 17-02-2024 | Carson        | Puerto Rico          | 1:0       | Haití                | Clas. Copa Oro Femenil 2024      |
| 23-10-2024 | Antalya       | Jordania             | 2:4       | Haití                | Partido amistoso                 |
| 26-10-2024 | Aksu          | Haití                | 3:2       | China Taipéi         | Partido amistoso                 |
| 29-10-2024 | Antalya       | Rusia                | 2:1       | Haití                | Partido amistoso                 |
| 25-02-2025 | Casablanca    | Marruecos            | 1:1       | Haití                | Partido amistoso                 |
| 04-04-2025 | Santiago      | Chile                | 0:1       | Haití                | Partido amistoso                 |

## Jugadoras

### Última convocatoria
Jugadoras convocadas para la Copa Mundial de 2023.
Entrenador:  Frederic Goncalves
| No. | Pos. | Jugadora            | Fecha de nacimiento (edad)         | Apa. | Goles | Club                    |
| --- | ---- | ------------------- | ---------------------------------- | ---- | ----- | ----------------------- |
| 1   | POR  | Kerly Théus         | 7 de enero de 1999 (24 años)       | 5    | 0     | Miami City              |
| 2   | DEF  | Chelsea Surpris     | 20 de diciembre de 1996 (26 años)  | 13   | 2     | Grenoble                |
| 3   | MED  | Jennyfer Limage     | 25 de diciembre de 1997 (25 años)  | 12   | 0     | Grenoble                |
| 4   | DEF  | Tabita Joseph       | 13 de septiembre de 2003 (19 años) | 6    | 0     | Stade Brest             |
| 5   | MED  | Maudeline Moryl     | 24 de enero de 2003 (20 años)      | 10   | 2     | Grenoble                |
| 6   | MED  | Melchie Dumornay    | 17 de agosto de 2003 (19 años)     | 15   | 9     | Stade Reims             |
| 7   | DEL  | Batcheba Louis      | 15 de junio de 1997 (26 años)      | 16   | 23    | Fleury                  |
| 8   | MED  | Danielle Étienne    | 16 de enero de 2001 (22 años)      | 9    | 1     | Fordham Rams            |
| 9   | MED  | Sherly Jeudy        | 13 de octubre de 1998 (24 años)    | 17   | 4     | Grenoble                |
| 10  | DEL  | Nérilia Mondésir    | 17 de enero de 1999 (24 años)      | 16   | 18    | Montpellier             |
| 11  | DEL  | Roseline Éloissaint | 20 de febrero de 1999 (24 años)    | 11   | 5     | Nantes                  |
| 12  | POR  | Nahomie Ambroise    | 13 de noviembre de 2003 (19 años)  | 4    | 0     | Little Haiti FC         |
| 13  | DEF  | Betina Petit-Frère  | 1 de agosto de 2003 (19 años)      | 8    | 0     | Stade Brest             |
| 14  | DEF  | Esthericove Joseph  | 5 de febrero de 2003 (20 años)     | 1    | 0     | Exafoot                 |
| 15  | DEL  | Darlina Joseph      | 15 de diciembre de 2003 (19 años)  | 4    | 0     | Grenoble                |
| 16  | DEF  | Milan Pierre-Jérôme | 23 de abril de 2002 (21 años)      | 9    | 2     | George Mason Patriots   |
| 17  | DEL  | Shwendesky Joseph   | 18 de noviembre de 1997 (25 años)  | 1    | 0     | Zenit                   |
| 18  | MED  | Noa Ganthier        | 13 de octubre de 2002 (20 años)    | 2    | 0     | Weston FC               |
| 19  | MED  | Dayana Pierre-Louis | 24 de septiembre de 2003 (19 años) | 2    | 0     | Issy                    |
| 20  | DEF  | Kethna Louis        | 5 de agosto de 1996 (26 años)      | 15   | 4     | Montpellier             |
| 21  | DEF  | Ruthny Mathurin     | 14 de enero de 2001 (22 años)      | 10   | 0     | Louisiana Ragin' Cajuns |
| 22  | DEL  | Roselord Borgella   | 1 de abril de 1993 (30 años)       | 25   | 20    | Dijon                   |
| 23  | POR  | Lara Larco          | 27 de noviembre de 2002 (20 años)  | 4    | 0     | Georgetown Hoyas        |